# Poemenesperus tessmanni
Poemenesperus tessmanni es una especie de escarabajo longicornio del género Poemenesperus, tribu Tragocephalini, subfamilia Lamiinae. Fue descrita científicamente por Hintz en 1919.
Se distribuye por Guinea Ecuatorial. Mide aproximadamente 15 milímetros de longitud.